# Château de Creuse (Somme)
Le château de Creuse est situé sur le territoire de la commune de Creuse, dans le département de la Somme au sud-ouest d'Amiens.

## Historique
Le château a été construit en 1706, pour un Receveur des Domaines du Roi, comme en témoigne la date inscrite sur le fronton de la façade.
Les bâtiments de la ferme ont été construits par Joseph-Alexandre Famechon, dans les années 1880.
Le château est protégé au titre des monuments historiques : inscription par arrêté du  29 mars 1994 ; les bâtiments de la ferme par arrêté du 29 juillet 2013.

## Caractéristiques
Le château de Creuse a été construit en craie, selon un plan rectangulaire sur deux niveaux. L'avant corps central de part et d'autre des deux façades est terminé par un fronton triangulaire avec un œil-de-bœuf central. Le corps de logis est prolongé de chaque côté par une aile sans étage[réf. souhaitée].
L'intérieur a conservé son plan, la distribution des pièces et son décor originels : boiseries de la chambre à alcôve du premier étage et ferronnerie de l'escalier d'honneur du XVIIIe siècle. Salons, bibliothèque, salle à manger et glacière constituent les éléments les plus marquants du château.

## Le parc
Le château est prolongé à l'ouest par un parc arboré et des jardins (potager, asiatique, verger, prairie, bassin...) de quatre hectares dans lequel se trouve une éolienne de la fin du XIXe siècle qui permettait d'alimenter le château en eau. 
La ferme témoigne de la modernisation de l'agriculture amorcée à la fin de l'Ancien Régime en Picardie avec maison d'habitation du chef de culture, bergerie, grange, écuries, étable, appentis, porcherie.